# ひろしま菜'S
『ひろしま菜's』（ヒロシマサイズ）は、2005年4月26日から2009年3月22日まで広島ホームテレビで毎月1回のペースで放送されていたローカル番組。JAグループ広島の単独提供。
番組は毎月様々なゲストを迎えて広島県内でロケを行っていた。
番組の終了後も、広島県とJAグループ広島による「ひろしま地産地消推進協議会」の活動の一環による地産地消常設店舗の名称として「ひろしま菜's」が使用されている（ロゴタイプも本番組と同一）。

## 出演者
- 載寧龍二（当時はホリプロ所属の俳優。2015年以降広島県拠点のローカルタレントとして活動）
- ゆりん（当時はホリプロ所属タレント。2005年4月 - 2006年3月。後に声優として活動）
- 松本裕見子
- 他に野菜ソムリエの谷本尚美が出演し、主に野菜の無料配布イベント中、松本にそのテーマの野菜について説明していた。

## 放送日時
- 原則として毎月最終火曜日 19:00 - 19:54 （2005年4月26日 - 2005年9月20日、再放送あり）
- 原則として毎月最終日曜日 18:56 - 19:58 （2005年11月6日 - 2006年3月12日）

ここまでは『旅の香り』（旧題：『旅の香り 時の遊び』）枠を差し替えて放送。同番組の代替放送は行われたが、時間はまちまちだった。
- 原則として毎月最終火曜日 19:00 - 19:54 （2006年4月 - ） - 時代劇枠への移動に伴い、番組の代替放送は土曜16:00からになった。ただし、2006年7月31日の特番『新ネタライブ笑う夏休み最強SP』の放送は1時間版に短縮された。
- 原則として毎月最終月曜日 19:00 - 19:54 （2006年10月 - ） - 『月バラ!』枠を差し替えて放送。同番組の代替放送は行われたが、時間はまちまちだった。
- 原則として毎月第4日曜日 12:00 - 12:54、再放送：木曜日 26:16 - 27:11 （2007年4月 - ） - 『サンデースクランブル』枠を差し替え、番組返上扱いとして放送。

## 番組趣旨・概要・補足
- 放送時間帯については、2007年3月まで本来のテレビ朝日系列ゴールデン枠を差し替えて代替放送している。過去の時間帯もこの番組の放送日時変更に伴っていた。なお、2007年4月からはローカルセールス枠で放送された。
- 番組内コーナーには「スクール菜's通信」があり、学校の敷地に菜園を作って収穫までを追跡するシリーズ企画があった。
- 当初は載寧とゆりんと松本の3人で進行していたが、ゆりんは2006年3月に番組を降板（降板理由は不明だが、その後所属事務所を移籍して声優に転向している）。
- 第11回目では渡辺徹をゲストに迎える予定だったが、ロケ収録前日に渡辺が急性腰痛症（ギックリ腰）になって飛行機に乗れない状態になり、収録日を違う日に調整するも、スケジュールが合わず、急遽はなわに変更された。渡辺はその後、第19回目の放送に出演した。

## 本編以外のロケ
- school菜's - 広島県内の学校で行われている食育への取り組みを紹介。

## ゲスト・放送内容

### 2005年
| 回 | 放送日   | ゲスト         | 内容                                                |
| -- | -------- | -------------- | --------------------------------------------------- |
| 1  | 4月26日  | 山咲トオル     | 最高級ひろしま牛とグリーンアスパラの広島春の膳      |
| 2  | 5月24日  | 山田邦子       | 究極のどんぶり!                                     |
| 3  | 6月28日  | 石原良純       | 最高級“マルアカじゃがいも”を使ったカレーライス特集! |
| 4  | 7月26日  | セイン・カミュ | 広島産の桃・トマト&スイーツ特集                     |
| 5  | 8月30日  | ユンソナ       | 夏バテを吹き飛ばすヘルシー・ピリ辛!                 |
| 6  | 9月20日  | 山川恵里佳     | 夏大根を食べ尽くします!                             |
| 7  | 11月6日  | 中尾彬         | 究極の“秋のひろしま鍋”を創作します!                 |
| 8  | 12月4日  | モト冬樹       | 料理の名脇役“キヌサヤエンドウ”                      |
| 9  | 12月11日 | 原史奈         | お正月に向けた“創作お雑煮”                          |

### 2006年
| 回 | 放送日   | ゲスト       | 内容                                  |
| -- | -------- | ------------ | ------------------------------------- |
| 10 | 1月29日  | 黒沢年雄     | オール広島産“豪華すき焼き”            |
| 11 | 2月26日  | はなわ       | わけぎ                                |
| 12 | 3月12日  | 細川ふみえ   | トマト                                |
| 13 | 4月25日  | さとう珠緒   | フキ                                  |
| 14 | 5月23日  | 泉谷しげる   | チンゲン菜                            |
| 15 | 6月20日  | 青田典子     | バブルパエリアを向島で作れ!           |
| 16 | 7月31日  | デヴィ夫人   | 庄原ほうれん草                        |
| 17 | 8月29日  | ふじいあきら | 三次を食べ尽くす!!                    |
| 18 | 9月12日  | 村野武範     | 廿日市市で食いしん坊バンザイ!         |
| 19 | 10月30日 | 渡辺徹       | ひろしま米                            |
| 20 | 11月20日 | 香坂みゆき   | 島の職人が作る美味を求めて            |
| 21 | 12月11日 | 八代亜紀     | 産直市で、新鮮!美味しい!格安野菜情報! |

### 2007年
| 回 | 放送日   | ゲスト         | 内容                                             |
| -- | -------- | -------------- | ------------------------------------------------ |
| 22 | 1月29日  | スピードワゴン | あま〜い!                                        |
| 23 | 2月19日  | 井森美幸       | 日本一のレモンの島!                              |
| 24 | 3月12日  | ルー大柴       | 小松菜をキャッチキャッチキャッチ!                |
| 25 | 4月22日  | 舞の海秀平     | 竹原で今が旬の『タケノコ』をいただきます!        |
| 26 | 5月27日  | ジャガー横田   | 自然豊かな世羅町でアスパラ!                      |
| 27 | 6月24日  | 榊原郁恵       | スタミナ料理、ニラ!                              |
| 28 | 7月29日  | 奈美悦子       | 夏だ!ビールだ!枝豆編                             |
| 29 | 8月26日  | 梅宮辰夫       | ふるさとの味&母の味 in 西城町                    |
| 30 | 9月23日  | 上原さくら     | 上原さくら尾道で仰天!甘さ絶品いちじく&絶景のお宿 |
| 31 | 10月28日 | 嘉門達夫       | 安芸高田市吉田町で新米!爆笑ライブ!               |
| 32 | 11月25日 | 江守徹         | 渋い!甘い!広島の絶品『柿』物語                   |
| 33 | 12月23日 | 秋野暢子       | 新しい春菊の食べ方を提案!                        |

### 2008年
| 回 | 放送日   | ゲスト     | 内容                                                                            |
| -- | -------- | ---------- | ------------------------------------------------------------------------------- |
| 34 | 1月27日  | さくら     | ポンカンの島 蒲刈から届いた冬の美味                                             |
| 35 | 2月24日  | 錦野旦     | 健康人の必須アイテム 輝くミルクスター!                                          |
| 36 | 3月23日  | 神田川俊郎 | 地産地消の常設売場で料理大作戦!                                                 |
| 37 | 4月27日  | 国生さゆり | 広島産アスパラガス、春のパワーをいただきます!国生さゆり 福山で元気ニョキニョキ! |
| 38 | 5月25日  | 松崎しげる | 大崎上島の美味トマト!                                                           |
| 39 | 6月22日  | 磯山さやか | 大繁盛！朝どり市に密着!庄原市                                                   |
| 40 | 7月27日  | 東ちづる   | 情熱！農の達人と出会う旅〜三次市                                                |
| 41 | 8月24日  | 香田晋     | 究極ぶどうにハチマキ王子 沼隈大爆笑パトロール!                                  |
| 42 | 9月28日  | 藤岡弘、   | 柑橘の島、絶景瀬戸田をサイクリング!〜みかんパワーで走れ!〜                      |
| 43 | 10月26日 | 榊原郁恵   | 新米シーズン!ごはんいただきます!!                                               |
| 44 | 11月23日 | 山田まりや | 新婚山田まりやさん、いらっしゃーい!日本中が注目?元気ゆずの里                    |
| 45 | 12月21日 | 保田圭     | 美味を作る島の匠たち                                                            |

### 2009年
| 回 | 放送日  | ゲスト   | 内容                                        |
| -- | ------- | -------- | ------------------------------------------- |
| 46 | 1月25日 | 志垣太郎 | 不動の2枚目、志垣太郎が大和町を食べつくす!? |
| 47 | 2月22日 | 榊原郁恵 | ひな祭りは、わけぎを食べよう!               |
| 48 | 3月22日 | 東ちづる | 土に賭けた若者たちの夢                      |

## スタッフ
- ナレーション：渡辺徹、斎藤尚子
- 構成：名切勝則
- タイトルCG：宗政克祐
- ディレクター：加藤久嗣
- カメラ：竹井正二、脇川能忠
- VE：田川直、津田直幸
- 編集：佐古将毅
- CG：竹内功、中川真理
- MA：米元得善
- イラスト：平山敬祐
- スタイリスト：荒谷薫
- ヘアメイク：久保マサカズ
- 広報：田村洋子
- 衣装協力：FLAXUS、LUCA
- 製作協力：OFFICE AT'S、ホームテレビ映像、オフィスJ、放送制作、ビデオワーク、ビー・クライム
- プロデューサー：小田明子
- 制作著作：広島ホームテレビ